# Дікло (Ахметський муніципалітет)
Дікло (груз. დიკლო) — село в Грузії.
За даними перепису населення 2014 року в селі проживає 0 особа.